# Elliott Forbes-Robinson

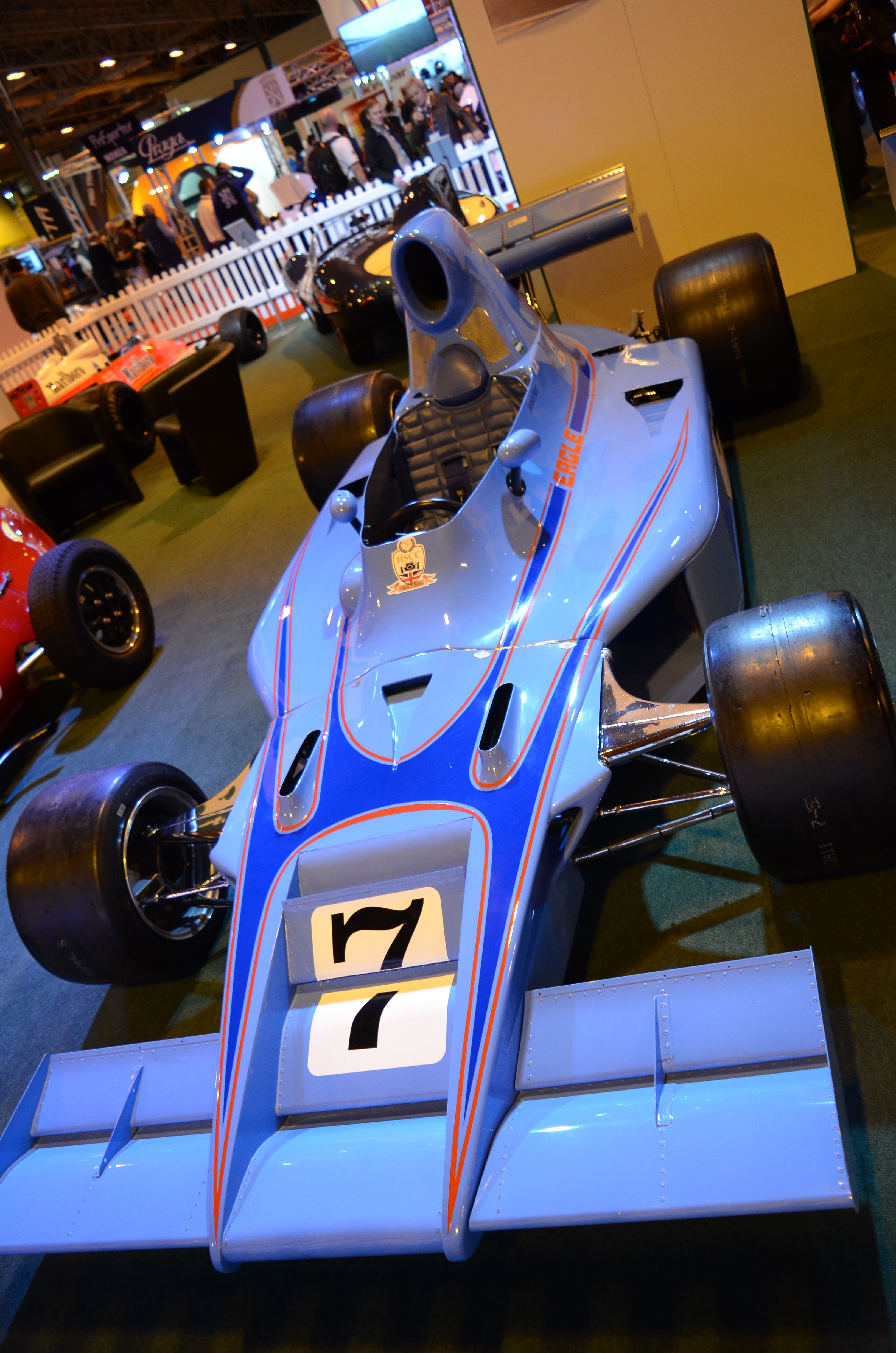
En bil av samma modell som Robinsons bil

Elliott Forbes-Robinson, född den 31 oktober 1943 i La Crescenta, Kalifornien, är en amerikansk racerförare.
Forbes-Robinson är en mycket mångsidig förare som har kört de flesta klasser inom amerikansk racing. Till segrarna räknas bland annat två vinster i Daytona 24-timmars.